# ویتچهال
ویتچهال (به انگلیسی: Withcall) یک روستا و محله مدنی در بریتانیا است که در لیندسی شرقی واقع شده‌است.